# Villaret de Dalt
Villaret de Dalt és una masia de Tavertet (Osona) inclosa a l'Inventari del Patrimoni Arquitectònic de Catalunya.

## Descripció
Masia de planta quadrada coberta a dues vessants i amb el carener perpendicular a la façana, la qual es troba orientada a ponent. El portal és rectangular i descentrat del cos de l'edificació. Les finestres tenen els ampits motllurats, i a la part dreta té pedrissos de flors. A migdia s'obre un cos de galeries d'arc rebaixat, sostingudes per pilars massissos de pedra al primer pis, les del segon són més baixes i els pilars de lleves de pedra, a la planta, les arcades també s'aguanten sobre pilars i estan rodejades de construccions agrícoles. A llevant hi ha un altre portal, també descentrat, amb una bonica finestra al damunt amb una decoració floral, damunt la finestra hi ha un cap de biga acabat en rostre humà i datat al 1766 com la finestra abans esmentada. El ràfec fa un ampli voladís. A tramuntana hi ha una eixida a nivell del primer pis i una cisterna. Es construïda en pedra amb algun afegitó de totxo. Es habitada temporalment.

## Història
Antic mas que es troba registrat entre els quinze masos que formaven part de l'antiga parròquia de Sant Bartomeu de Sesgorgues abans de la pesta negra (1348). En el fogatge de 1553, dins el terme de Sant Vicenç de Casserres, església parroquial que actualment es troba a Sabadell (hi fou traslladada degut a la construcció de l'embassament de Sau) es parla de STEVE VILARET, però no se sap si fa referència a aquest mas. Va ser reformat i ampliat al segle xviii.